# Центральный банк КНДР
Центральный банк Корейской Народно-Демократической Республики (кор. 조선민주주의인민공화국중앙은행) — центральный банк КНДР.

## История
В октябре 1946 года учреждён Центральный банк Северной Кореи.
В феврале 1959 года банк переименован в Центральный банк Корейской Народно-Демократической Республики.